# Mirko Vučković
Mirko Imbro Vučković (Mihovljan, 22. ožujka 1891. – Beograd, lipanj 1945.) bio je pravnik i general-sudac u vojsci Nezavisne Države Hrvatske.

## Životopis
Mirko Imbro Vučković rođen je 22. ožujka 1891. godine u Mihovljanu kraj Zlatara. Gimnaziju je pohađao u Bjelovaru, a Pravni fakultet završio je u Zagrebu.
U Prvom svjetskom ratu služio je u Austrougarskoj vojsci, a potom i u Kraljevskoj jugoslavenskoj vojsci, koju svojom voljom napušta zbog šikaniranja. Potom radi u pravnoj struci te obnaša više dužnosti kao sudski službenik i sudac u Zagrebu, Štipu, Vrginmostu, Virovitici, Vinkovcima, Petrinji, Varaždinu i drugdje, kada više puta po kazni biva premješten radi dolaženja u crkvu u lovačkom odijelu na dan Državnog ujedinjenja, optužbi da se druži s frankovcima te odbijanju da glasa za Jugoslavensku nacionalnu stranku.
Nakon uspostave Nezavisne Državne Hrvatske imenovan je državnim tužiteljem pri Izvanrednom narodnom sudu, koju dužnost obnaša do rujna 1941. godine, a potom upraviteljem Vrhovnoga vojnog suda, Vrhovnog suda oružanih snaga NDH, u činu sudca-pukovnika, koju dužnost obnaša do srpnja 1943. Za pročelnika Pravosudnog odjela u Ministarstvu oružanih snaga Nezavisne države Hrvatske imenovan je 23. srpnja 1943.
Promaknut je u čin generala Hrvatskih oružanih snaga 22. prosinca 1944. godine.
Zarobljen je tijekom povlačenja i predaje Hrvatskih oružanih snaga 1945. godine, a zatim osuđen na smrt pred Vojnim sudom u Beogradu 15. lipnja 1945. godine.